# Sergey Pankov
Sergey Pankov (Сергей Панков), (ur. 2 października 1988 w Taszkencie) – uzbecki pływak, uczestnik igrzysk olimpijskich w Atenach i Pekinie.

## Występy na igrzyskach olimpijskich
Sergey Pankov po raz pierwszy brał udział na igrzyskach olimpijskich w Atenach w konkurencji 200 m stylem motylkowym. Uzyskał czas 2:13,06 min, co pozwoliło na zajęcie 7 miejsca w wyścigu eliminacyjnym. Był to za słaby wynik by awansować do dalszej rywalizacji. W klasyfikacji łącznej zajął 39. miejsce.
Ponownie w Pekinie Pankov wystartował w zawodach pływackich. Tym razem na dystansie 200 m stylem grzbietowym. W wyścigu eliminacyjnym uzyskał czas 2:03,51 min, co dało mu 3. miejsce. Czas ten był jednak za słaby by dalej awansować. Łącznie został sklasyfikowany na 38 miejscu.